# Đội tuyển bóng đá bãi biển quốc gia México
Đội tuyển bóng đá bãi biển quốc gia México đại diện Mexico thi đấu ở các giải bóng đá bãi biển quốc tế và được quản lý bởi FEMEXFUT, tổ chức quản lý bóng đá của México. Mexico có lịch sử bóng đá bãi biển tương đối ngắn.

## Giải thưởng cá nhân
Ngoài chiến thắng tập thể, các cầu thủ México còn nhận được các danh hiệu cá nhân tại Giải vô địch trẻ thế giới.
| Năm  | Giải thưởng    | Cầu thủ      |
| 2007 | Chiếc giày bạc | Morgan Plata |
| 2007 | Quả bóng đồng  | Morgan Plata |
| ---- | -------------- | ------------ |

## Thành tích thi đấu
| Thành tích Giải vô địch bóng đá bãi biển thế giới | Thành tích Giải vô địch bóng đá bãi biển thế giới | Thành tích Giải vô địch bóng đá bãi biển thế giới | Thành tích Giải vô địch bóng đá bãi biển thế giới | Thành tích Giải vô địch bóng đá bãi biển thế giới | Thành tích Giải vô địch bóng đá bãi biển thế giới | Thành tích Giải vô địch bóng đá bãi biển thế giới | Thành tích Giải vô địch bóng đá bãi biển thế giới | Thành tích Giải vô địch bóng đá bãi biển thế giới | Thành tích Giải vô địch bóng đá bãi biển thế giới |
| Năm                                               | Vòng                                              | Vị thứ                                            | Pld                                               | W                                                 | W+                                                | L                                                 | BT                                                | BB                                                | Pts                                               |
| ------------------------------------------------- | ------------------------------------------------- | ------------------------------------------------- | ------------------------------------------------- | ------------------------------------------------- | ------------------------------------------------- | ------------------------------------------------- | ------------------------------------------------- | ------------------------------------------------- | ------------------------------------------------- |
| 2005                                              | Không vượt qua vòng loại                          | Không vượt qua vòng loại                          | Không vượt qua vòng loại                          | Không vượt qua vòng loại                          | Không vượt qua vòng loại                          | Không vượt qua vòng loại                          | Không vượt qua vòng loại                          | Không vượt qua vòng loại                          | Không vượt qua vòng loại                          |
| 2006                                              | Không vượt qua vòng loại                          | Không vượt qua vòng loại                          | Không vượt qua vòng loại                          | Không vượt qua vòng loại                          | Không vượt qua vòng loại                          | Không vượt qua vòng loại                          | Không vượt qua vòng loại                          | Không vượt qua vòng loại                          | Không vượt qua vòng loại                          |
| 2007                                              | Á quân                                            | thứ 2                                             | 6                                                 | 3                                                 | 1                                                 | 2                                                 | 24                                                | 25                                                | 12                                                |
| 2008                                              | Vòng bảng                                         | 11th                                              | 3                                                 | 1                                                 | 0                                                 | 2                                                 | 6                                                 | 12                                                | 3                                                 |
| 2009                                              | Không vượt qua vòng loại                          | Không vượt qua vòng loại                          | Không vượt qua vòng loại                          | Không vượt qua vòng loại                          | Không vượt qua vòng loại                          | Không vượt qua vòng loại                          | Không vượt qua vòng loại                          | Không vượt qua vòng loại                          | Không vượt qua vòng loại                          |
| 2011                                              | Tứ kết                                            | thứ 8                                             | 4                                                 | 1                                                 | 1                                                 | 2                                                 | 9                                                 | 13                                                | 6                                                 |
| 2013                                              | Không vượt qua vòng loại                          | Không vượt qua vòng loại                          | Không vượt qua vòng loại                          | Không vượt qua vòng loại                          | Không vượt qua vòng loại                          | Không vượt qua vòng loại                          | Không vượt qua vòng loại                          | Không vượt qua vòng loại                          | Không vượt qua vòng loại                          |
| 2015                                              | Vòng bảng                                         | 15th                                              | 3                                                 | 0                                                 | 0                                                 | 3                                                 | 4                                                 | 11                                                | 0                                                 |
| 2017                                              | Vòng bảng                                         | 13th                                              | 3                                                 | 0                                                 | 0                                                 | 3                                                 | 7                                                 | 16                                                | 0                                                 |
| Tổng cộng                                         | -                                                 | 5/8                                               | 16                                                | 5                                                 | 2                                                 | 9                                                 | 43                                                | 61                                                | 21                                                |

## Danh hiệu
- Vòng loại giải vô địch bóng đá bãi biển thế giới:
  - Vô địch (3): 2008, 2011, 2015
  - Hạng ba (1): 2009, 2013
- Copa Latina:
  - Hạng ba (1): 2011

## Đội hình hiện tại
Ghi chú: Quốc kỳ chỉ đội tuyển quốc gia được xác định rõ trong điều lệ tư cách FIFA. Các cầu thủ có thể giữ hơn một quốc tịch ngoài FIFA.
| Số | VT | Quốc gia | Cầu thủ          |
| -- | -- | -------- | ---------------- |
| —  | TM | México   | Éder Patiño      |
| —  | TM | México   | Diego Villaseñor |
| —  | HV | México   | Benjamín Mosco   |
| —  | HV | México   | Edgar Portillo   |
| —  | HV | México   | Ángel Rodríguez  |

| Số | VT | Quốc gia | Cầu thủ         |
| -- | -- | -------- | --------------- |
| —  | HV | México   | Érick Sámano    |
| —  | TV | México   | Daniel Sánchez  |
| —  | TV | México   | Ulises Torres   |
| —  | TV | México   | Abdiel Villa    |
| —  | TĐ | México   | Ramón Maldonado |